# Plieņciems
Plieņciems – miejscowość na Łotwie, w północnej Kurlandii, w novadsie Tukums, ok. 74 km na północny zachód od Rygi, przy drodze łączącej Jūrmalę z Talsi, nad Morzem Bałtyckim, 232 mieszkańców (2005).